# Longan
Longan és una espècie d'arbre tropical que fa un fruit comestible. El seu nom significa ulls de dragó en idioma amoi. És natiu del sud i sud-est d'Àsia

## Descripció
Sol arribar a fer entre 9 i 12 m d'alt, arribant als 30 excepcionalment. El seu fruit té la forma d'un globus ocular de color ataronjat.

## Usos
És molt dolç i té molt suc, i a més de fresc es menja sec, cuit o en llauna.